# Timeless (V6の曲)
「Timeless」（タイムレス）は、V6の45作目のシングル。2015年5月8日にavex traxから発売された。

## 解説
- 全曲を通じて“絆”をテーマにした作品である[2]。
- 形態独自の特典のほか、全形態共通の特典付シリアルナンバーも封入される。
- カップリングの「SPOT LIGHT」のMVでは、実際のファンが参加したライブ形式のMVとなっている[2]。

## チャート成績
- 本作は初週9.3万枚を売り上げ、2015年5月18日付週間シングルランキング首位に初登場した。シングルTOP10入りはデビューした1995年から21年連続となり、『シングル連続TOP10入り獲得年数』で歴代単独1位となった。
- また、これまで同記録の1位は、B'z（1990 - 2009年）、SMAP（1991 - 2010年）、安室奈美恵（1995 - 2014年）、そして自身の20年連続だったが、自身にとって同記録での歴代単独1位は今回が初めてで、それもデビュー年から継続しての快挙達成となった。
- シングル首位は、前作から2作連続であり、通算27作目の首位獲得となった。[3]

## 収録曲

### CD
※「BREAK OUT」以降、通常盤・V6 20th ANNIVERSARY SHOP盤のみ収録。
1. Timeless
作詞：Takuya Harada・Komei Kobayashi
作曲：Takuya Harada・川口進
編曲：鈴木Daichi秀行
  - 井ノ原快彦出演 テレビ朝日系ドラマ『警視庁捜査一課9係 season10』主題歌
2. SPOT LIGHT
作詞：SHIKATA
作曲・編曲：SHIKATA・KAY
3. BREAK OUT
作詞：rino
作曲：Takuya Harada・STEVEN LEE・Joakim Bjornberg・Christofer Erixon
編曲：鈴木雅也
  - テレビ東京系アニメ『FAIRY TAIL』オープニングテーマ
4. Roadshow
作詞・作曲・編曲：市川喜康・マシコタツロウ・ha-j
5. Timeless <instrumental>
6. SPOT LIGHT <instrumental>
7. BREAK OUT <instrumental>
8. Roadshow <instrumental>

### DVD

#### 初回生産限定盤A
1. Timeless（MUSIC VIDEO）
2. Timeless（MUSIC VIDEO Making）
3. Timeless（ジャケット撮影Making）

#### 初回生産限定盤B
1. SPOT LIGHT（MUSIC VIDEO）
2. SPOT LIGHT（MUSIC VIDEO Making）
3. デビュー20周年突入! メンバーは心身共に健康なのか?!スペシャル

## テレビ出演
Timeless
- 『ザ少年倶楽部プレミアム』（2015年5月20日、NHK BSプレミアム）

SPOT LIGHT
- 『ザ少年倶楽部プレミアム』（2015年5月20日、NHK BSプレミアム）
テレビ初披露